# Minami
Pour les articles homonymes, voir Minami (homonymie).
Minami (美波町, Minami-chō) est un bourg situé dans le district de Kaifu (préfecture de Tokushima), au Japon.

## Histoire
Le bourg de Minami a été fondé le 31 mars 2006 après la fusion des bourgs de Hiwasa et Yuki du même district.

## Culture locale et patrimoine
Le bourg de Minami abrite le Yakuōji, un temple bouddhique qui constitue la 23e étape du pèlerinage de Shikoku.